# Брахт
Брахт (нем. Bracht) — река в Германии, протекает по земле Гессен. Приток Кинцига. Площадь бассейна реки составляет 118,4 км². Длина реки — 31,5 км. Уклон реки — 9 ‰.
Начинается на южном склоне горы Тауфштейн, течёт на юг через деревни Фолькартсхайн, Кирхбрахт, Хельферсдорф и город Шлирбах. Река впадает в Кинциг у города Вехтерсбах. Основной приток — Рейхен-Бах — впадает слева.
Вдоль реки проходят автодорога B 276 и трасса железной дороги Фогельсбергбан, превращенная в велодорожку.